# Parti libéral (Espagne)
 (novembre 2022).
Si vous disposez d'ouvrages ou d'articles de référence ou si vous connaissez des sites web de qualité traitant du thème abordé ici, merci de compléter l'article en donnant les références utiles à sa vérifiabilité et en les liant à la section « Notes et références ».
Pour les articles homonymes, voir Parti libéral.

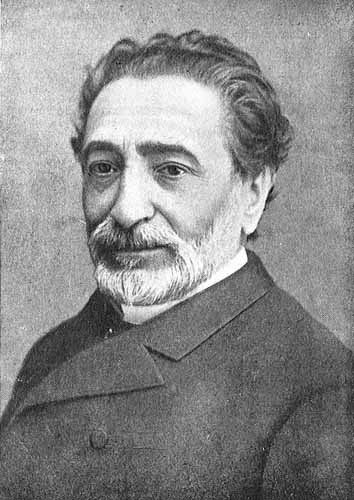
Práxedes Mateo Sagasta (1825-1903), fondateur et principale figure du Parti libéral jusqu'à sa mort.

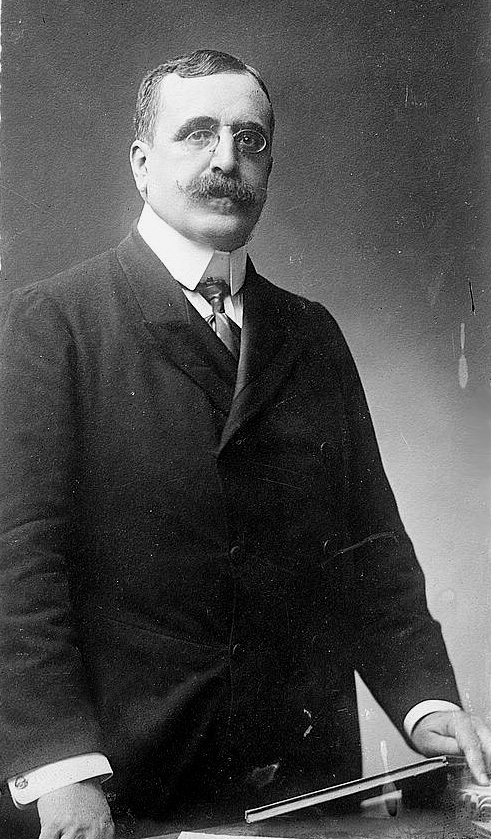
José Canalejas.

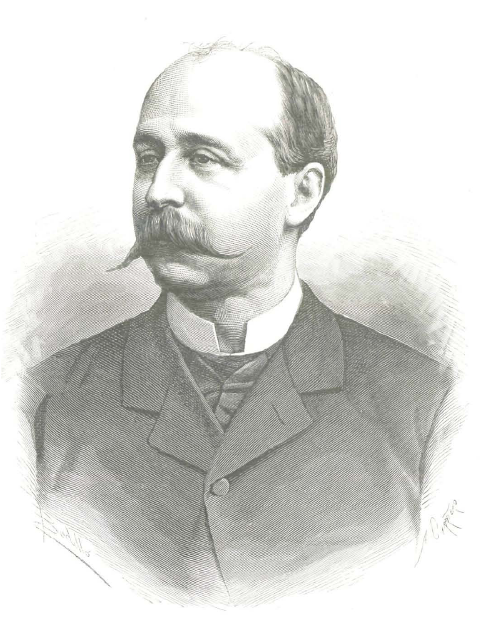
Segismundo Moret.

Le Parti Libéral est un parti politique espagnol fondé en mai 1880 par Práxedes Mateo Sagasta et qui, avec le Parti conservateur d'Antonio Cánovas, constitua le fondement du système bipartiste qui caractérisait la période de la Restauration bourbonienne à la fin du XIXe siècle et au début du XXe.

## Histoire
Nommé à son origine Parti fusionniste (Partido Fusionista), il devint Parti libéral fusionniste (Partido Liberal Fusionista), et enfin simplement Parti libéral. Il regroupait les secteurs politiques libéraux non républicains, du moment qu'ils se pliaient au fonctionnement dicté par la Constitution de 1876. Il comprenait des monarchistes, des membres du Parti constitutionnel du général Serrano, du Parti radical de Ruiz Zorrilla, les « possibilistes » (« posibilistas ») de Castelar ainsi que quelques secteurs militaires. 
Son programme politique comprenait l'obtention du suffrage masculin (objectif atteint en 1890), la liberté d'association religieuse et la séparation des pouvoirs. Bien qu'il soit pertinent de le qualifier de « parti dynastique », certains hommes politiques qui avaient milité dans ses rangs deviendraient au début du XXe siècle d'importantes figures du républicanisme espagnol, comme Niceto Alcalá Zamora. 
Le système d'alternance politique caractéristique de la Restauration débute lorsque Cánovas cède le pouvoir à Sagasta et que ce dernier forme son premier gouvernement le 8 février 1881, commençant une première étape du système qui connut trois gouvernements libéraux (deux présidés par Sagasta lui-même et un par Posada Herrera).
La deuxième étape survient lorsque le système s'institutionnalise et se trouve ratifié en 1885 par la signature du Pacte du Pardo dans lequel les deux partis s'accordent, à la mort d'Alphonse XII sur une alternance au pouvoir, garantie grâce aux réseaux de caciques répartis dans toute l'Espagne sur lesquels ils pouvaient compter. Ce pacte interdisait l'accès au pouvoir des idéologies radicales du moment (anarchisme, socialisme, républicanisme et régionalisme) qui étaient susceptibles de mettre en danger le régime monarchique.
En 1898 se produit la première scission au sein du Parti libéral lorsque Germán Gamazo Calvo l'abandonne et prend la tête d'un groupe dissident qui finirait par s'unir au Parti conservateur.
Après la mort de Sagasta, les divisions internes se font beaucoup plus visibles, notamment à la suite de l'affrontement entre Eugenio Montero Ríos et Segismundo Moret pour le contrôle du parti. Cette situation amena par la suite José Canalejas à la direction du parti et bien que ce dernier ait tenté une réforme du parti pour le rapprocher de la réalité du pays, son assassinat rendit impossible toute évolution significative.
La mort de Canalejas en 1912 réactiva les luttes internes avec deux nouveaux protagonistes : le Comte de Romanones et Manuel García Prieto. Le parti, lié à la détérioration du système politique lui-même, entra dans une phase de désagrégation progressive achevée en 1931 après la dictature de Primo de Rivera et la fin de la monarchie.

## Leaders
- 1876-1902: Práxedes Mateo Sagasta;
- 1902-1912: José Canalejas Méndez;
- 1912-1913: Segismundo Moret y Prendergast;
- 1913-1918: Comte de Romanones;
- 1918-1931: Parti interdit (Dictature de Primo de Rivera)
- 1931: Comte de Romanones et Gabino Bugallal Araújo.